# سيزار موراليس (راقص باليه)
سيزار موراليس (بالإسبانية: César Morales)‏ هو راقص باليه تشيلي، ولد في 17 نوفمبر 1978 في رانكاغوا في تشيلي.